# Aggregates (Virginia Occidental)
Aggregates es un área no incorporada ubicada en el condado de Randolph (Virginia Occidental), Estados Unidos. Está catalogada como un asentamiento humano por la Junta de Nombres Geográficos de los Estados Unidos. Su número de identificación (ID) es 1553702. Se encuentra a 589 m s. n. m. (1933 pies).